# Platformjáték
A platformjáték (más néven platformer vagy Jump ’n’ Run) egy videójáték-műfaj, az akciójáték alműfaja. A játékos által irányított karakternek platformokon keresztül kell ugrálnia és/vagy különböző akadályokat kell átugrania. A játékos feladata, hogy a karakterével megfelelő időben ugorjon, hogy tovább tudjon menni vagy ne essen le. Az ugráson kívül más mozgáselem is szerepelhet mint az úszás, mászás vagy repülés. Platformjátéknak nevezhető az olyan játék, aminek szerves részét képezi a platformokon való ugrálás. A platformjáték-elemek sok játékban keverednek más műfajú játékokban, úgymint a lövöldözős játék Contrában vagy a platform-kalandjáték Castlevania: Symphony of the Nightban.

## Alműfajok
- Logikai platformjáték
- Filmszerű platformjáték
- Izometrikus platformjáték
- Platform-kalandjáték
- Run and gun platformjáték